# Saint-Clément, Ardèche
Saint-Clément är en kommun i departementet Ardèche i regionen Auvergne-Rhône-Alpes i sydöstra Frankrike. Kommunen ligger i kantonen Saint-Martin-de-Valamas som ligger i arrondissementet Tournon-sur-Rhône. År 2022 hade Saint-Clément 93 invånare.

## Befolkningsutveckling
Antalet invånare i kommunen Saint-Clément
Referens: INSEE